# Луц Шверин фон Крозиг
Йохан Лудвиг граф Шверин фон Крозиг (на немски: Johann Ludwig Graf Schwerin von Krosigk), роден като Йохан Лудвиг фон Крозиг, личните имена замествани с умалителното Луц (Lutz), е германски юрист и виден политик от благороднически произход.
Той е последният правителствен ръководител (самонаричал се „главен министър“ вместо „райхсканцлер“) на Третия райх – само за седмица, както и външен и финансов министър в същото правителство. Преди това е финансов министър на Германия (1932 – 1945) в 3-те предишни правителства без прекъсване. Член е на Нацистката партия от 1937 г.
Министерството на финансите на Лутц Шверин фон Крозиг е един от основните стълбове на фискалната подкрепа за нацизма. Известно е, че режимът присвоява имотите на евреи, които са били преследвани и изпращани в концентрационни лагери. Той е отговорен за продажбата на тези активи и присвояването на тези активи от германското правителство. Той е осъден на десет години затвор на Нюрнбергския процес срещу министрите за сътрудничество с нацисткия режим. Луц Шверин фон Крозиг също е канцлер на Германия във временното правителство на Карл Дьониц след смъртта на Адолф Хитлер през 1945 г. в Третия райх.

## Биография

### Произход и образование
Роден е в Ратмансдорф, Германия на 22 август 1887 г. Баща му Ерик Адолф фон Крозиг произхожда от нетитулуван клон на стар аристократичен род от Анхалт. Майка му баронеса Елизабет фон Вестфален е първа братовчедка с баронеса Жени фон Вестфален, жена на философа и революционер Карл Маркс. Малкият Луц нарича съпругата на основателя на марксизма „леля Жени“ и в края на живота си написва нейна биография.
Луц е син от втория брак на баща му с графиня Луиза фон Шверин. Нейният бездетен чичо Алфред Вилхелм Детлоф граф фон Шверин го осиновява през 1925 г. Тогава Луц се обявява за граф и се преименува на Йохан Лудвиг граф Шверин фон Крозиг.
Луц фон Крозиг следва право и политически науки в Хале, Лозана, по-късно и в Оксфордския университет като Родсов стипендиант.

### Първа световна война
По време на Първата световна война служи в германската армия, става оберлейтенант, ранен е и получава орден Железен кръст 1-ва и 2-ра степен. През 1918 г. се жени за баронеса Ехренгард фон Плетенберг, от която има 4 синове и 5 дъщери.
През 1921 г. постъпва на работа във финансовото министерство, а на следващата година получава пост на висш държавен служител (Oberregierungsrat). През 1929 г. става бюджетен ръководител на германското министерство на финансите, занимава се също и с изплащането на следвоенните репарации на Германия от 1931 г.

### Нацистка Германия
Шверин фон Крозиг е назначен за министър на финансите в правителството на Франц фон Папен от 2 юни 1932 г. Продължава да заема този пост по време на президента Паул фон Хинденбург и канцлера Курт фон Шлайхер, после и в правителството на фюрера (едновременно райхспрезидент и райхсканцлер) Хитлер. По време на управлението на Адолф Хитлер граф Шверин фон Крозиг не се появява често публично, а самият Хитлер рядко свиква срещи на кабинета.
На 1 май 1945 година Шверин фон Крозиг откликва на предложението от новия райхспрезидент Карл Дьониц да стане райхсканцлер в новото правителство, след като Йозеф Гьобелс, посочен за кацлер в политическото завещание на Хитлер, се самоубива след 2 дни на поста.
Отказва да носи титлата „райхсканцлер“, но приема поста на глава на правителството, в което е и министър на въшните работи от 5 май. Правителството просъществува кратко – фактически до капитулацията на Германия в 23 ч. на 8 май местно време (9 май Московско време), юридически до официалното му разпускане и пленяването на членовете му от силите на Великобритания на 23 май 1945 г.
Граф Шверин фон Крозиг е подсъдим в Нюрнбергските процеси заедно с останалите членове и висши служители на нацистките правителства. Обявен е за виновен през 1949 г. и е осъден на затвор от 10 години. Освободен е с амнистия през 1951 г.

### Следвоенни години
По-късно Шверин фон Крозиг пише няколко книги по икономика, както и 2 версии на своите мемоари. Той е първият човек, споменал „Желязната завеса“, спускаща се над Европа, в пряка реч към германския народ – фраза, взета от статия на Йозеф Гьобелс, а по-късно популяризирана от Уинстън Чърчил.
Граф Шверин фон Крозиг умира на 89-годишна възраст в гр. Есен на 4 март 1977 г.